# Antiglobalismo de direita

Logotipo anti Objetivos de Desenvolvimento Sustentável

O antiglobalismo de direita é uma posição política que argumenta que a globalização ameaça as economias nacionais, as identidades culturais e promove a imigração. O antiglobalismo de direita frequentemente usa o termo globalista de forma pejorativa, e aparece em diversas teorias da conspiração, especialmente vinculado à teoria da conspiração da Nova Ordem Mundial.
O antiglobalismo de direita protesta contra os Objetivos de Desenvolvimento Sustentável, as cidades de 15 minutos e as vacinas contra a COVID-19, argumentando que foram criadas ou promovidas por globalistas.

## Contexto
Antes do século XXI, a maioria das críticas ao globalismo provinha de seu impacto no Sul global. No entanto, no século XXI, aumentaram as preocupações sobre seu efeito no Norte global. O globalismo foi criticado por levar à terceirização de empregos e à homogeneização cultural.